# Txema Expósito
Txema Expósito (1 de octubre de 1984) es un exfutbolista y entrenador de fútbol español que actualmente dirige el primer equipo femenino del Club Deportivo Atlético Baleares en Primera Federación, segunda categoría del fútbol femenino español. 

## Trayectoria

### Como entrenador
Su carrera se ha desarrollado sobre todo en el ámbito del fútbol formativo madrileño, primero en la AD La Meca de Rivas (Madrid) durante cuatro temporadas y en el Rayo Vallecano durante tres más. Posteriormente desarrolló su carrera en el Málaga CF y en el fútbol base de la UD Collerense.
En la temporada 2019-20 firma como segundo entrenador del primer equipo femenino del Club Deportivo Atlético Baleares y desde la temporada siguiente se hace cargo del equipo como primer entrenador. Consigue dos ascensos, el primero en la temporada 2021-22 a Segunda Federación y en la temporada 2023-24 a Primera Federación.

## Clubes

### Como entrenador
| Club                               | País              | Año             |
| ---------------------------------- | ----------------- | --------------- |
| Club Deportivo Atlético Baleares B | Bandera de España | 2019-2020       |
| Club Deportivo Atlético Baleares   | Bandera de España | 2020-actualidad |